# Guterre Roiz de Castro
Guterre Ruiz de Castro, O escalavrado, também conhecido como Gutierre Ruiz de Castro  e Gutierre Rodrígues de Castro (morte em outubro de 1194), filho de Rodrigo Fernandes de Castro, O calvo, e de Elo Álvares.

## Biografia
Escalavrado foi filho de Rodrigo Fernandes de Castro e de Elo Álvares, filha do Alvar Fañez e da condessa Maior Peres, filha do conde Pedro Ansúrez.
Deixou Castela e marchou ao reino de Leão para servir o rei Fernando II de Leão onde figura entre 1170 a 1188 governando várias tenências em diferentes intervalos, incluindo Mansilla, Benavente, Sarria, Villalpando, Toronho, Lemos, Montenegro, Asturias e Extremadura.
Foi tenente do Castelo de Monforte. Aos fins do século XII e através do matrimónio vaio, o rei o designa tenente de Sarria, tendo sido nestas altura que terá dado a ordem de construção do Castelo de Sarria que veio ocupar um antigo castro ali existente e cuja data de construção é desconhecida.

### Matrimónio e descendência

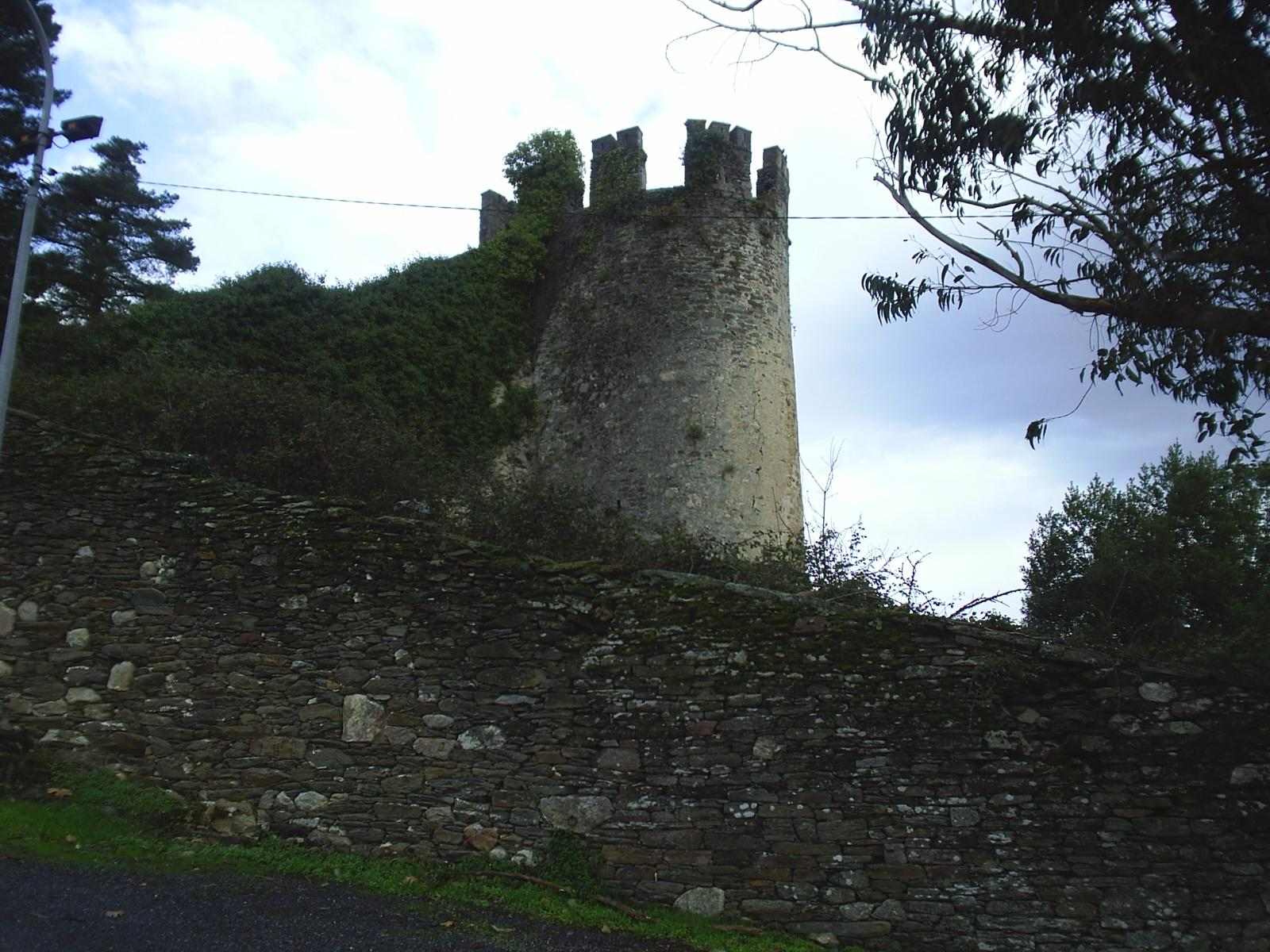
Castelo de Sarria, Espanha

Entre 18 de setembro de 1172 e 12 de julho de 1173, casou com Elvira Ossorio (m. depois de 1184), filha do conde Ossorio Martines e Teresa Fernandes de Vilalobos, e viúva do magnate galego Munio Fernandes de quem teve dois filhos; Munio e Urraca Moniz.  Elvira foi enterrada na capela onde estava enterrada a sua avó  materna Elvira Afonso.  Guterre e Elvira foram os pais de:
- Fernão Guterres de Castro (m. cerca de 1230) casado com Milia Íñiguez de Mendoza filha de Íñigo Lopes de Mendoça e Maria Garcia,[7] foi tronco galega deste importante linhagem.[8][9]
- Alvaro Guterres de Castro (m. cerca 1213), mordomo-mor de Leão em 1211, tenente em Aliste, Castrotoraf, e Villafáfila, sua última aparição na documentação foi em 8 de julho de 1213.[8]
- Pedro Guterres de Castro (morto depois de 1218), foi mordomo-mor de Aragão, tenente do Castelo de Algoso e Castrotoraf e mordomo-mor de Leão a partir de 1213.[8][5]
- Garcia Guterres de Castro[8][5]
- Sancha Guterres de Castro[5] (m. depois de 1220) casou com Suer Teles de Meneses filho de Telo Peres de Meneses e de Gontrodo Garcia. O conde Barcelos a chama Maria, embora seu nome se conhece por um documento no Mosteiro de Trianos em 1220 onde aparece com seu marido Suer.[1]